# Eugeniusz Kaliciński
Eugeniusz Kaliciński (ur. 23 października 1894 w Krakowie, zm. 20 czerwca 1967 w Katowicach) – polski inżynier górniczy, narciarz aktywny w latach 1918–1928, następnie działacz narciarski. Medalista mistrzostw Polski w skokach narciarskich.

## Życiorys
Urodził się 23 października 1894 w Krakowie, w rodzinie Tadeusza i Marii z Buratowskich. Jego rodzice mieszkali na stałe w Zakopanem. Absolwent Akademii Górniczej w Krakowie, na której zdobył tytuł mgr. inż. górnictwa. Przed I wojną światową działał w Związku Strzeleckim. Od 1918 służył w 2 pułku Strzelców Podhalańskich, a od 1919 w kompanii wysokogórskiej w Tatrach, m.in. jako instruktor narciarski. Uczestniczył w wojnie polsko-bolszewickiej 1920 jako ochotnik Wojska Polskiego. Został awansowany do stopnia podporucznika rezerwy piechoty ze starszeństwem z dniem 1 września 1929. Przed i po II wojnie światowej pracował w przemyśle górniczym na Górnym Śląsku.
Po wybuchu II wojny światowej brał udział w kampanii wrześniowej, po czym poprzez Rumunię i Włochy dostał się do Anglii; do Polski wrócił w 1947.
Od najmłodszych lat interesował się narciarstwem oraz turystyką narciarską. W latach 1918–1928 był członkiem Sekcji AZS-u w Krakowie. Był wówczas w ścisłej czołówce najlepszych narciarzy w Polsce (poza skokami także w biegach narciarskich i narciarstwie alpejskim). W Mistrzostwach Polski 1922 w Worochcie, zdobył brązowy medal w konkursie skoków narciarskich (które były częścią kombinacji klasycznej), skacząc 13,5 metra (nota 2,108 pkt.); przegrał z Aleksandrem Rozmusem i Andrzejem Krzeptowskim. W biegu wystartował jako pierwszy zawodnik, jednak trasa nie była jeszcze do końca wytyczona i z konkurencji się wycofał. W 1924 roku zdobył srebrny medal MP w skokach. Zdobywał również medale krajowe w narciarstwie alpejskim (m.in. w 1923, kiedy to zajął drugie miejsce w slalomie). Jeszcze w trakcie trwania swej kariery narciarskiej, zaczął pracować jako instruktor; prowadził szkolenia narciarskie i wycieczki zbiorowe w Tatrach. W latach 1926–1939 i ponownie od 1947, był działaczem i sędzią narciarskim, aktywnym głównie na Górnym Śląsku.
Był żonaty z Janiną Sawczakówną, córką redaktora Jarosława Sawczaka.

## Odznaczenia
- Medal Niepodległości (16 marca 1937)[6]